# Anthidium montivagum
Anthidium montivagum är en biart som beskrevs av Cresson 1878. Anthidium montivagum ingår i släktet ullbin, och familjen buksamlarbin. Inga underarter finns listade i Catalogue of Life.